# FROSTBURG

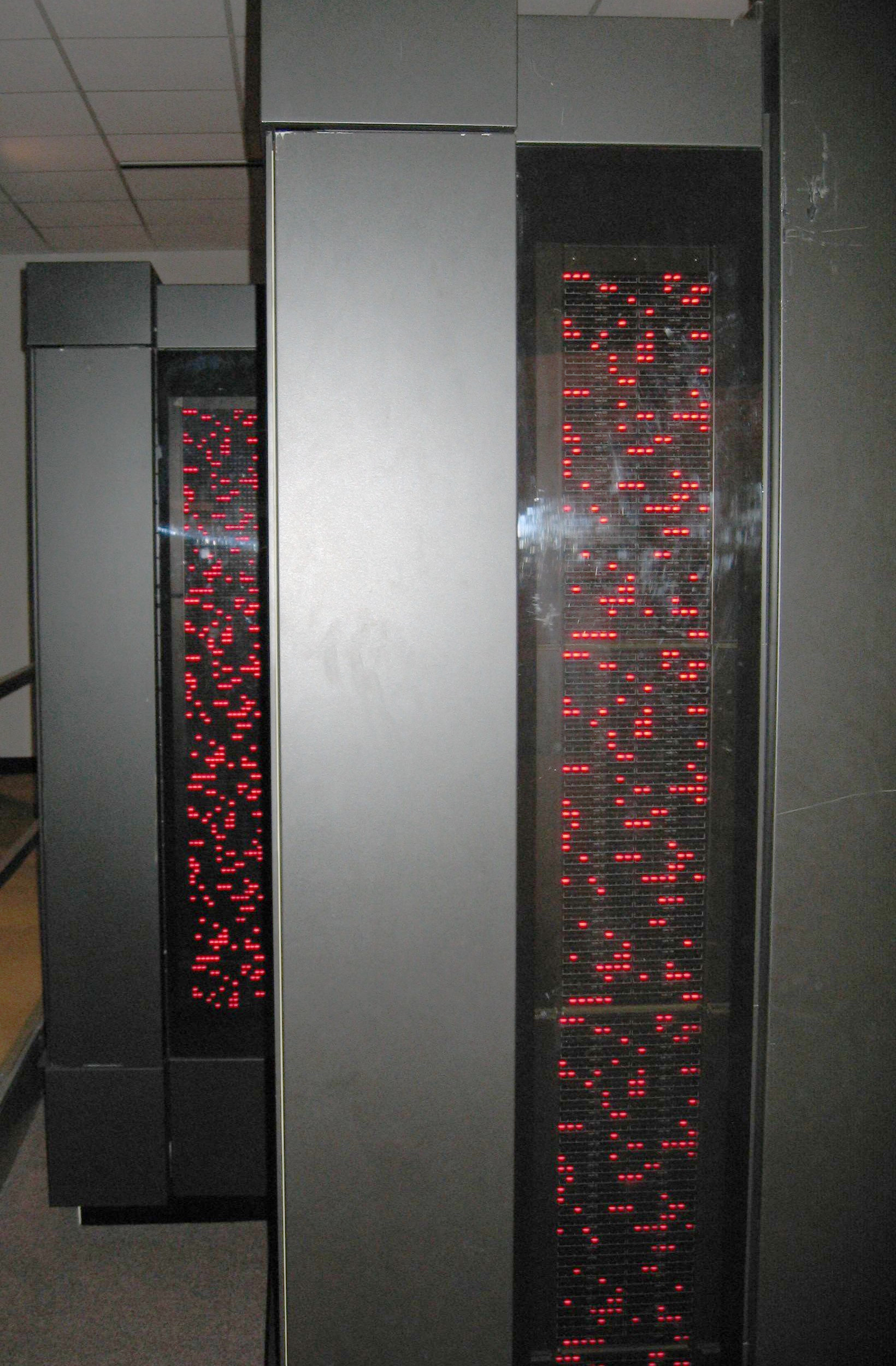
FROSTBURG esposta al National Cryptologic Museum. I pannelli luminosi erano utilizzati per sorvegliare il funzionamento del computer e per la diagnostica

FROSTBURG è un supercomputer Connection Machine 5 (CM-5) utilizzato dalla US National Security Agency (NSA) per effettuare calcoli matematici ad elevata complessità. IL CM-5 venne prodotto dalla Thinking Machines, società di Cambridge in Massachusetts.
Il sistema venne installato nel 1991 e operò fino al 1997. Fu il primo sistema massivamente parallelo acquistato dalla NSA e originariamente era composto da 256 nodi di calcolo. Il sistema venne aggiornato nel 1993 con altri 256 nodi per un totale di 512 nodi di calcolo. Il sistema era dotato di una memoria di 500 miliardi di parole a 32 bit e sviluppava 65,5 GigaFLOPS di picco. Il sistema operativo era una versione modificata di UNIX ottimizzata per il calcolo parallelo.
Il sistema FROSTBURG costò 25 milioni di dollari.